# Deadman
Deadman (ou Desafiador, como ficou conhecido no Brasil) é um personagem fictício da DC Comics. Ele é o fantasma do trapezista Boston Brand, que vaga pela Terra possuindo corpos.
Sua primeira aparição foi em Strange Adventures #205 (Outubro 1967), criado por Arnold Drake e Carmine Infantino. O personagem também é famoso por ter sido desenhado posteriormente por Neal Adams.

## Poderes e habilidades
Desafiador é invisível e inaudível para a maioria das pessoas (exceto as que são iniciadas  em magia ou que tem algum tipo de percepção especial para espíritos); ele também é totalmente imaterial, não sendo afetado por forças como a gravidade, por exemplo; na forma de fantasma apenas poderes sobrenaturais podem feri-lo.  Quando possui um corpo, o Desafiador pode usá-lo para falar e agir como quiser
porém, ele pode ser ferido. Se corpo que ele ocupa morre, ele é imediatamente expelido fora, voltando a ser fantasma. Ele também possui  reflexos sobre humanos, o beneficiando na hora do combate.Ele ainda consegue entrar em sintonia com o cosmo, e tem o dom de sentir um iminente evento cósmico ou quando o cosmo está ameaçado.

## Origem
Boston Brand era um acrobata de circo assassinado por alguém misterioso. Foi permitido a ele voltar ao mundo mortal sob a forma de um fantasma ate encontrar o homem que o matou. Desafiador voa pela Terra possuindo corpos para poder investigar o paradeiro de seu assassino.